# JTV 뉴스 (1800)
《JTV 뉴스 (1800)》는 JTV MAGIC FM(FM 90.1MHz)에서 평일 저녁 6시에 방송되었던 라디오 뉴스 프로그램이다.